# Cocos (Bahia)
Cocos est une municipalité brésilienne de l'État de Bahia et la microrégion de Santa Maria da Vitória.